# 拉科内
拉科内（法語：Laconnex，法語發音：[lakɔnɛ]）是瑞士日内瓦州的一个市镇，位于罗讷河左岸，日内瓦市区西南方。
截止2009年底，拉科内有居民626人。

## 外部連結
- （法文）拉科内官方网站